# クリスマスプディング

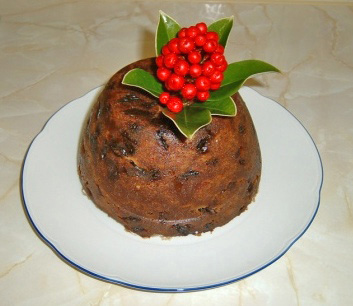
クリスマスプディング

クリスマスプディング (Christmas pudding)は、イギリスの伝統的なクリスマスケーキ。具材にプラムが使われることが多いため、プラム・プディング (plum pudding) とも呼ばれる。
味や食感、外見は日本人が想像するケーキや一般に「プリン」と呼ばれるカスタードプディングとは大きく異なる。味は濃厚で芳醇、その食感は「ドライフルーツが舌に絡む」とも言われる。

## 歴史
中世のクリスマスに作られた濃厚なスープ、あるいは肉と果物が入ったポリッジがクリスマスプディングの起源とされていて、それらの粥はケルト神話の収穫の神ダグザにあやかって作られたものが起源とする説もある。
16世紀までにクリスマスのシンボルとしての地位を確立し、清教徒革命中のクリスマスでは、クリスマスプディングはミンスパイと共に製作を禁止された。チャールズ2世の時代に材料に増粘剤が加えられて現在のような固形の料理になり、チャールズ・ディケンズが著した『クリスマス・キャロル』にも固形状のクリスマスプディングが登場する。そしてヴィクトリア女王がクリスマスプディングを英国王室のデザートに採用して以降、イギリス国民のクリスマスに欠かせないデザートとして定着した。
各家庭ごとに異なる味とレシピがあり、イギリス人にはこれについて一家言持つ人が多い（日本のお雑煮の例を想像すると理解しやすい）。しかし、今日では手製のクリスマスプディングの代わりに市販のものを購入する家庭が多くなっている。

## 製法

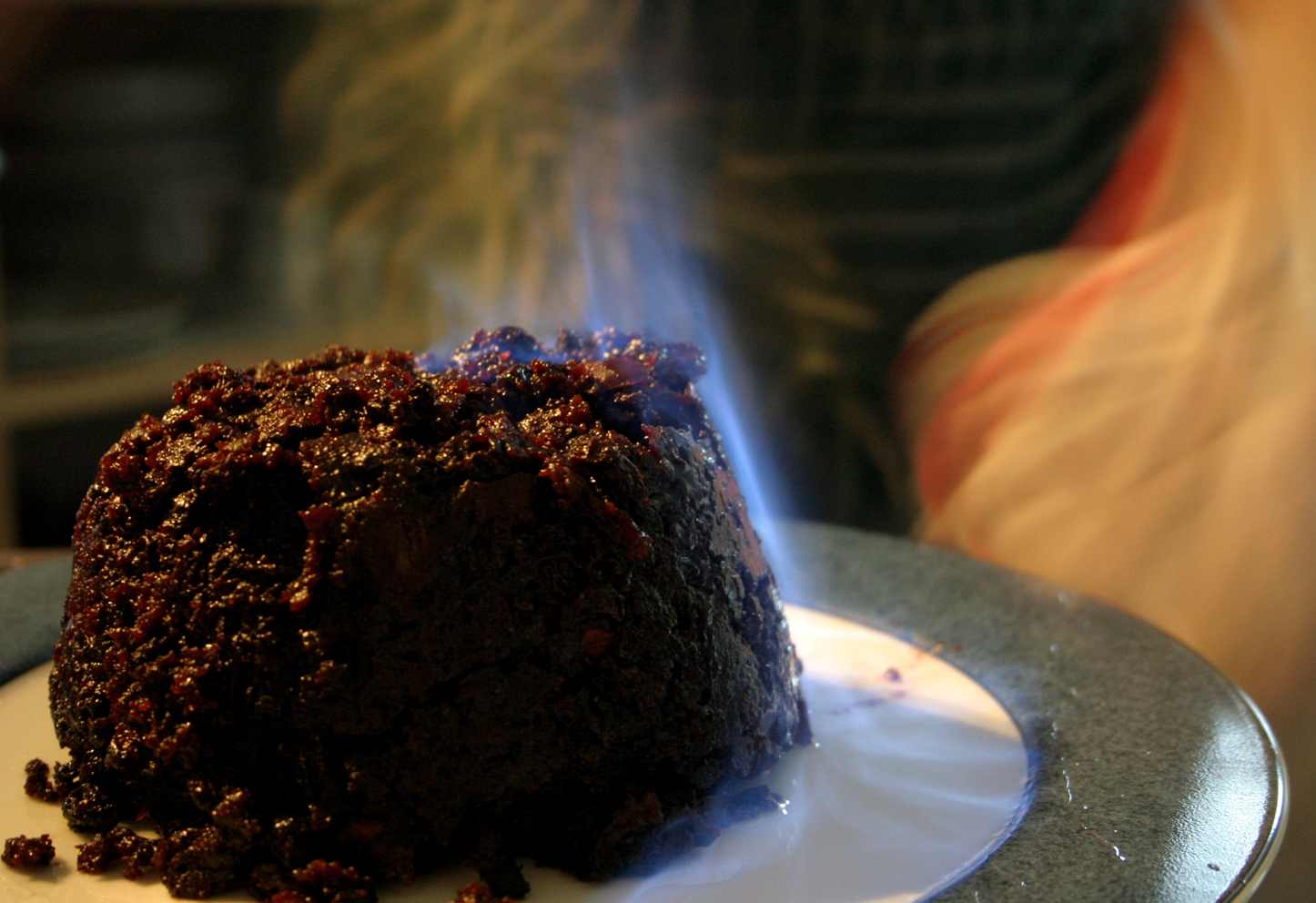
フランベされたクリスマスプディング

生パン粉と小麦粉、ミンスミートと呼ばれる牛脂（ケンネ脂、もしくはバター）、卵、砂糖、ブランデーなどにつけて柔らかくしたドライフルーツ、クルミなどのナッツ類、香辛料（ナツメグ、シナモン、クローブなど）、ラム酒などの材料を混ぜ合わせて一晩寝かせる。クリスマスプディングの材料には、13種類の材料が使われていなければならないという迷信がある。生地をオーブンで焼き上げると、イギリス風クリスマスケーキになる。
伝統的な工程では、生地を加熱する前に家族全員で1回ずつ願い事を唱えながら生地をかき回し、かき回しの儀式を終えた後に型に流し込んで蒸しあげる。この時、生地を混ぜる向きは時計回りでなければならず、反時計回りに混ぜると縁起が悪いと考えられていた。この儀式は、宇宙の中心である地球の周囲を太陽が時計回りに周るという迷信（天動説）に由来している。
蒸しあがったものは、おおむね1か月ほど冷所で熟成させられ、寝かせている間に果物が発酵してアルコール分が増加する。この熟成期間が長いほどおいしいという俗信もあり、「クリスマスプディングを食べ終わったらすぐに、来年のクリスマスプディングを作り始める。」と言われるほどである。
食べる前に再度蒸して（もしくは茹でるか湯煎をして）加熱し、ヒイラギの枝を飾り付けて熱くしたブランデーをかけてフランベする。カンバーランド風のラム酒入りバターか、ブランデー入りバターを添えるのが、伝統的な食べ方である。好みでホイップクリームやカスタードクリームで食べる人もいる。
プディングを蒸し上げる前、願い事をしながら生地に指輪やコイン、指貫などの小物を混ぜ込む儀式が行われる場合もある。この儀式は十二夜でケーキの中に護符を入れる習慣に由来しており、切り分けられたときに当たった小物を見て将来の運勢を占う。